# Kathy Reichs
Kathleen Joan Reichs, nata Toelle (Chicago, 7 luglio 1948), è un'antropologa e scrittrice statunitense.
È nota presso il grande pubblico per la serie di romanzi di genere thriller medico con protagonista Temperance Brennan.

## Biografia
Nata a Chicago, qui ha frequentato scuole cattoliche con le sue tre sorelle. Si è sposata all'età di vent'anni con Paul Reichs, procuratore e comandante dei Marines, con il quale ha avuto due figlie e un figlio.
Nel 1971 si è laureata in antropologia all'American University e nel 1975 ha conseguito un dottorato di ricerca in antropologia fisica presso la Northwestern University. Ha insegnato in diverse università statunitensi e canadesi: la Northern Illinois University, l'Università di Pittsburgh, la Concordia University, la McGill University e l'University of North Carolina a Charlotte.
Al fine di perfezionare la sua conoscenza del francese, tra il 1989 e il 1990 si è trasferita a Montreal per studiare presso l'Università McGill e l'Università Concordia, ed è diventata l'unica antropologa forense con una certificazione in lingua francese in tutto il Nord America.
Tra il 1997 e il 1999 è stata consulente del Casualty and Mortuary Affairs Operations Center’s Central Identification Laboratory (rinominato J.P.A.C.) a Oahu, Hawaii. Nel 1999 è stata consulente del Tribunale penale internazionale per il genocidio ruandese; nel 2002 con il dottor Clyde Snow e la Fondazione di antropologia forense del Guatemala si è occupata della riesumazione dei ventitré corpi, principalmente donne e bambini, uccisi dai militari e sepolti in una fossa comune nell'area dell'altopiano del Lago Atitlan. Ha lavorato come antropologa forense per il National Disaster Medical System e, nell'ottobre del 2001, in seguito agli attentati dell'11 settembre al World Trade Center, è stata membro del Disaster Mortuary Operational Response Team per identificare le vittime degli attacchi. Ha lavorato anche con il Pentagono, occupandosi dei cadaveri dei militari americani deceduti durante il secondo conflitto mondiale, la guerra del Vietnam e di Corea.
Oggi la sua attività forense la porta a tenere conferenze in molte parti del mondo. Vive spostandosi tra l'ufficio del Chief Medical Examiner a Charlotte, in Carolina del Nord, e il Laboratoire des Sciences Judiciaires et de Medecine Legale a Montreal, in Québec. È docente di antropologia presso la University del North Carolina, a Charlotte. 
Le sue conoscenze in campo antropologico hanno influenzato la sua attività di scrittrice. La protagonista dei suoi romanzi, Temperance Brennan (detta Tempe), è un'antropologa forense le cui caratteristiche ricordano da vicino quelle della sua autrice; questo particolare è stato una potente strategia di marketing per migliorare la sua credibilità professionale e il linguaggio specializzato utilizzato nei suoi libri.
Nel 2007 ha vinto nella sezione internazionale il Premio Piemonte Grinzane Noir.
Reichs ha ottenuto un enorme successo, ma ha ammesso in un'intervista che gestire le sue diverse carriere spesso è stato molto difficile.

### Attività forense
La maggior parte dei suoi libri di genere thriller medico sono basati su un caso specifico o esperienza vissuta sul campo.
In un'intervista la scrittrice ha dichiarato, riferendosi alle sue esperienze lavorative in Guatemala: "Tempe descrive le cose che ho visto, sentito, odorato e vissuto in Guatemala. Ha condiviso le emozioni che io ho provato". Allo stesso modo, in From the Forensic Files of Dr. Kathy Reichs all'interno di Spider Bones, ha scritto: "Attraverso Tempe, ho provato a trasmettere i sentimenti che ho provato mentre esaminavo i file di uomini e donne uccisi molto tempo fa e lontano da casa per il loro paese".
Reichs ha lavorato al caso di Serge Archambault, un serial killer canadese che si ritiene abbia ucciso sei donne, e che nel 1993 fu condannato per l'omicidio di tre; Corpi freddi è basato sulla sua storia. Un'altra delle storie più singolari riguarda il gruppo esoterico di neotemplari, l'Ordine del Tempio Solare, i cui leader Joseph Di Mambro e Luc Jouret si resero responsabili nel 1994 dell'omicidio-suicidio in Svizzera di quarantotto membri della setta. Due giorni prima, Di Mambro aveva ordinato l'uccisione del figlio di tre mesi di un membro del gruppo, identificato nell'Anti-Cristo, ritenendo che potesse impedire il viaggio spirituale in un altro pianeta a cui si stavano preparando tutti i seguaci dell'Ordine. Reichs, ispirandosi ai massacri compiuti da queste sette, scrisse nel 1999 Cadaveri innocenti, il secondo della serie di Temperance Brennan.
Il caso di maggior rilevanza mediatica risale al 2011, quando emise una perizia durante il processo alla venticinquenne americana Casey Anthony, accusata dell'omicidio della figlia Caylee Anthony.

## Opere

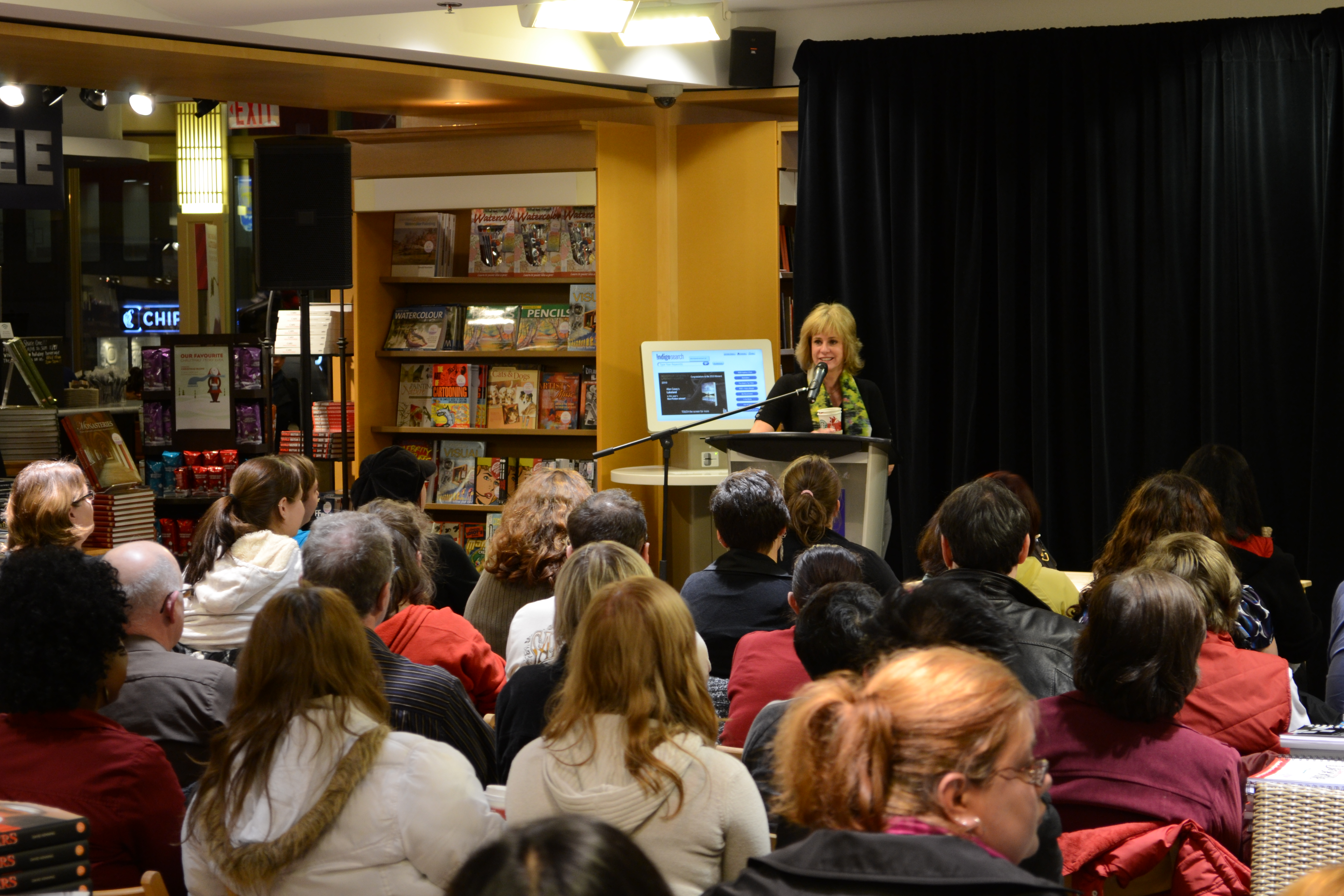
Kathy Reichs nel 2010 durante una lettura pubblica a Toronto

Kathy Reichs è autrice sia di romanzi che di testi accademici di antropologia e di attività forense. Le moderne tecniche di indagine menzionate nei suoi racconti, e la moderna strumentazione necessaria per attuarle, sono parte essenziale dell'attività di antropologa legale che, nella finzione del suo lavoro letterario, cerca di descrivere in maniera accessibile a una vasta gamma di lettori.
Nei primi anni novanta si dedica per la prima volta, senza successo, alla scrittura di romanzi, stimolata dal libro pubblicato da un suo collega e dalla popolarità raggiunta dal personaggio della patologa forense Kay Scarpetta creato da Patricia Cornwell. Nel 1995 ritenta questo percorso, dedicandosi per circa due anni alla produzione della sua prima opera letteraria. Attraverso un suo conoscente, il manoscritto finisce nelle mani di un giovane redattore di Scribner, che le offre un contratto iniziale di due libri. 
Corpi freddi (Déjà dead), il suo primo romanzo, viene pubblicato nel 1997 e segna l'inizio della serie che ha per protagonista Temperance Brennan. Diventa best seller negli Stati Uniti, in Canada e nel Regno Unito, vendendo più di un milione di copie; sarà tradotto in 22 lingue. Nel 1998 vince l'Arthur Ellis Award come miglior primo romanzo. Tutti i suoi libri raggiungeranno sempre il primo posto nella classifica dei libri più venduti nel Regno Unito. 
Una buona parte dei suoi romanzi ha fondamenta scientifiche e trae ispirazione dalla sua carriera di antropologa forense. Il suo primo libro, Corpi freddi, è basato sul primo caso di omicida seriale da lei trattato, il killer canadese Serge Archambault. Il romanzo Il villaggio degli innocenti (Grave Secrets, 2002) si basa su un caso internazionale cui lavorò nel 1982 in Guatemala, Cadaveri innocenti (Death du Jour, 1999) nasce dalla vicenda degli omicidi-suicidi di massa compiuti nel 1994 dai seguaci della setta del Tempio del Sole, mentre un incarico in Israele ha ispirato Ossario (Cross Bones).
Nei suoi romanzi sono presenti lunghi passaggi in cui vengono descritti fatti di antropologia forense, che sembrano quasi provenire da un libro di testo, e che rivelano l'intento pedagogico di divulgazione della materia promosso dall'autrice nei confronti dei suoi lettori. La tecnica narrativa è quella del narratore onnisciente, utilizzata per spiegare i principi scientifici ad un lettore "laico", mentre il suo uso del discorso diretto offre una lettura più avvincente.
I suoi romanzi si focalizzano sulle vittime femminili, in particolar modo sulla loro diversa provenienza sociale e culturale. Il corpo femminile per Kathy è simbolo dei pericoli che incombono sulle donne a causa di una società sessista, che spesso influenza anche la scienza, rendendola di parte. La vicinanza emotiva dell'autrice con le vittime rappresenta un aspetto del suo impegno femminista. Il messaggio che viene spesso trasmesso nei libri di Kathy Reichs è che la violenza non deve mai essere accettata, perché ferisce sia il corpo delle vittime che l'anima di chi si è reso responsabile delle violenze.
Le sue opere fanno appello alla complicità con il lettore per un cambiamento sociale, riflettono l'attuale fede nella tecnologia e nella scienza, e anche la sua propensione verso la giustizia sociale. In un'intervista ha dichiarato: "I morti rimarranno morti, qualunque siano i miei sforzi, ma risposte e responsabilità sono necessarie. Non possiamo vivere in un mondo che accetta la distruzione della vita senza alcuna spiegazione e conseguenza".

### Pubblicazioni accademiche
Reichs è stata curatrice di diverse opere scientifiche:
- 1983 - Hominid Origins: Inquiries Past and Present, Washington (D.C.) University Press of America
- 1986 - Forensic Osteology: Advances in the Identification of Human Remains, Springfield, Ill., Thomas
- 1998 - Forensic Osteology II: Advances in the Identification of Human Remains, Charles C Thomas Publisher, (ISBN 0398080747)

Ha pubblicato articoli in riviste specializzate come Central Issues in Anthropology, Journal of Forensic Sciences, American Journal of Physical Anthropology, Canadian Society of Forensic Sciences, Surete, American Journal of Forensic Medicine and Pathology, Forensic Science International, and Journal of Bone and Mineral Research. Ha anche redatto la prefazione di una serie di libri di scienze per bambini.

### La serie di Temperance Brennan
La protagonista, Temperance Brennan, è un'antropologa forense che lavora presso l'Institute of Legal Medicine di Montreal. Svolge un ruolo importante nelle indagini penali, in particolare nei casi di morte violenta. Identifica le vittime e determina quando e come si è verificata la morte, analizzando i resti in decomposizione, putrefatti o mummificati.
La serie è composta da:
1. Corpi freddi (Déjà Dead, 1997) (Rizzoli, 1998 - Bur, 1999) (ISBN 9788817202664)
2. Cadaveri innocenti (Death du Jour, 1999) (Rizzoli, 1999 - Bur, 2000) (ISBN 9788817251860)
3. Resti umani (Deadly Decisions, 2000) (Rizzoli, 2000 - Bur, 2001) (ISBN 9788817126281)
4. Viaggio fatale (Fatal Voyage, 2001) (Rizzoli, 2001 - Bur, 2002) (ISBN 9788817129503)
5. Il villaggio degli innocenti (Grave Secrets, 2002) (Rizzoli, 2002 - Bur, 2003) (ISBN 9788817107181)
6. Ceneri (Bare Bones, 2003) (Rizzoli, 2003 - Bur, 2004) (ISBN 9788817003490)
7. Morte di lunedì (Monday Mourning, 2004) (Rizzoli, 2004 - Bur, 2005) (ISBN 9788817006408)
8. Ossario (Cross Bones, 2005) (Rizzoli, 2005 - Bur, 2006) (ISBN 9788817011440)
9. Carne e ossa (Break No Bones, 2006) (Rizzoli, 2006 - Bur, 2009) (ISBN 9788817011761)
10. Skeleton (Bones to Ashes, 2007) (Rizzoli, 2007 - Bur, 2009) (ISBN 9788817017251)
11. Le ossa del diavolo (Devil Bones, 2008) (Rizzoli, 2008 - Bur, 2009) (ISBN 8817023396)
12. Duecentosei ossa (206 Bones, 2009) (Rizzoli, 2009 - Bur, 2010) (ISBN 9788817041393)
13. Le ossa del ragno (Spider Bones, 2010) (Rizzoli, 2010) (ISBN 9788817040754)
14. La cacciatrice di ossa (Flash and Bones, 2011) (Rizzoli, 2011) (ISBN 9788817049320)
15. La voce delle ossa (Bones are Forever, 2012) (Rizzoli, 2012) (ISBN 9788817057004)
16. Le ossa dei perduti (Bones of the Lost, 2013) (Rizzoli, 2013) (ISBN 9788817065771)
17. Le ossa non mentono (Bones Never Lie, 2014) (Rizzoli, 2014) (ISBN 9788817077224)
18. La verità delle ossa (Speaking in Bones, 2015) (Rizzoli, 2015) (ISBN 1476726442)
19. Ossa - The Collection (The Bone Collection: Four Novellas, 2016) (Rizzoli, 2016) (ISBN 1473537789)
20. Ossa di ghiaccio (Bones on Ice, 2015) (Rizzoli, 2016) (ISBN 1101966823)
21. Predatori e prede (A Cospiracy of Bones, 2020) (Rizzoli, 2020) (ISBN 9788817144766)
22. Il prezzo del passato (The Bone Code, 2021) (Rizzoli, 2021) (ISBN 9788817155816)
23. Freddo nelle ossa (Cold cold bones, 2022) (Rizzoli, 2023) (ISBN 9788817176996)
24. Il codice delle ossa (The Bone Hacker, 2023) (Rizzoli, 2024) (ISBN 9788817183666)

### La serie letterariaVirals
La serie, scritta con il figlio Brendan Reichs, è composta da:
1. Virals, Rizzoli, 2011 (2010) (ISBN 9788817047821)
2. Segreti, Rizzoli, 2013 (Seizure, 2011) (ISBN 9788817065320)
3. Il codice, Rizzoli 2014 (Code, 2013) (ISBN 9788817074964)
4. Exposure, 2014
5. Terminal, 2015
6. Trace Evidence: A Virals Short Story Collection, Random House, 2016

Sono stati inoltre pubblicati due speciali, disponibili solamente in versione e-book:
1. Shift (#2.5, 5 marzo 2013)
2. Swipe (#3,5, 16 dicembre 2013)
3. Shock (2015)

### Altro
1. Il ritorno di Sunnie Night (Two Nights, 2017) (Rizzoli, 2017) (ISBN 0345544080)

## Bones
Reichs ha fatto da consulente per la serie televisiva Bones, ispirata ai suoi romanzi. Ha letto ogni sceneggiatura, collaborando con i nove scrittori a tempo pieno, dichiarandosi soddisfatta dell'attendibilità scientifica presente negli episodi.
La serie, prodotta dal 2005 al 2017 per dodici stagioni, è stata creata da Hart Hanson, il quale vi ha lavorato anche in qualità di autore e produttore esecutivo. La protagonista della serie è Temperance Brennan, interpretata da Emily Deschanel, e come l'autrice, è sia un'antropologa forense che un'autrice di romanzi gialli, con la differenza che è un po' più giovane del suo equivalente letterario. La serie è stata un successo sia negli Stati Uniti che nel Regno Unito, ottenendo otto premi e quarantuno candidature. 
Kathy è apparsa in un piccolo cameo nell'episodio Il doppio volto della fede della seconda stagione, nei panni della professoressa Constance Wright, un'antropologa forense della commissione di dottorato di Zack Addy.